# Liste der Kulturdenkmäler in Sienhachenbach
In der Liste der Kulturdenkmäler in Sienhachenbach sind alle Kulturdenkmäler der rheinland-pfälzischen Ortsgemeinde Sienhachenbach aufgeführt. Grundlage ist die Denkmalliste des Landes Rheinland-Pfalz (Stand: 12. Juni 2023).

## Einzeldenkmäler
| Bezeichnung | Lage                   | Baujahr | Beschreibung                                                                                         | Bild            |
| ----------- | ---------------------- | ------- | --- | --------------- |
| Zehnthof    | Hofgartenstraße 3 Lage | 1729    | ummauerte Hofanlage, bezeichnet 1729; Wohnhaus bezeichnet 1823, im Kern wohl aus dem 18. Jahrhundert | Fotos hochladen |